# کامئو رکوردز
کامئو رکوردز (انگلیسی: Cameo Records) شرکت نشر موسیقی آمریکایی است، که در سال ۱۹۲۱ تأسیس شد.